# Target Canada
Target Canada Co. là công ty con ở Canada của Target Corporation, nhà bán lẻ lớn thứ tám ở Hoa Kỳ. Công ty có trụ sở chính tại Mississauga, Ontario. Công ty được thành lập với việc mua lại các hợp đồng thuê cửa hàng của Zellers từ Công ty Hudson's Bay vào tháng 1 năm 2011. Target Canada đã mở cửa hàng đầu tiên vào tháng 3 năm 2013 và hoạt động ở 133 địa điểm vào tháng 1 năm 2015. Sự cạnh tranh chính của Target Canada bao gồm Walmart Canada, Loblaws, Shoppers Drug Mart, Canadian Tire. Target Canada cuối cùng đã không thành công vì giá cả cao hơn và lựa chọn sản phẩm hạn chế so với các cửa hàng ở Hoa Kỳ và các đối thủ ở Canada, đặc biệt là Walmart. Chuỗi bán lẻ này đã lỗ 2,1 tỷ đô la trong suốt thời gian hoạt động của công ty. Target Canada đã hoạt động được hai năm cho đến khi đóng cửa tất cả các cửa hàng vào năm 2015.